# Samba (hijo de Krisná)

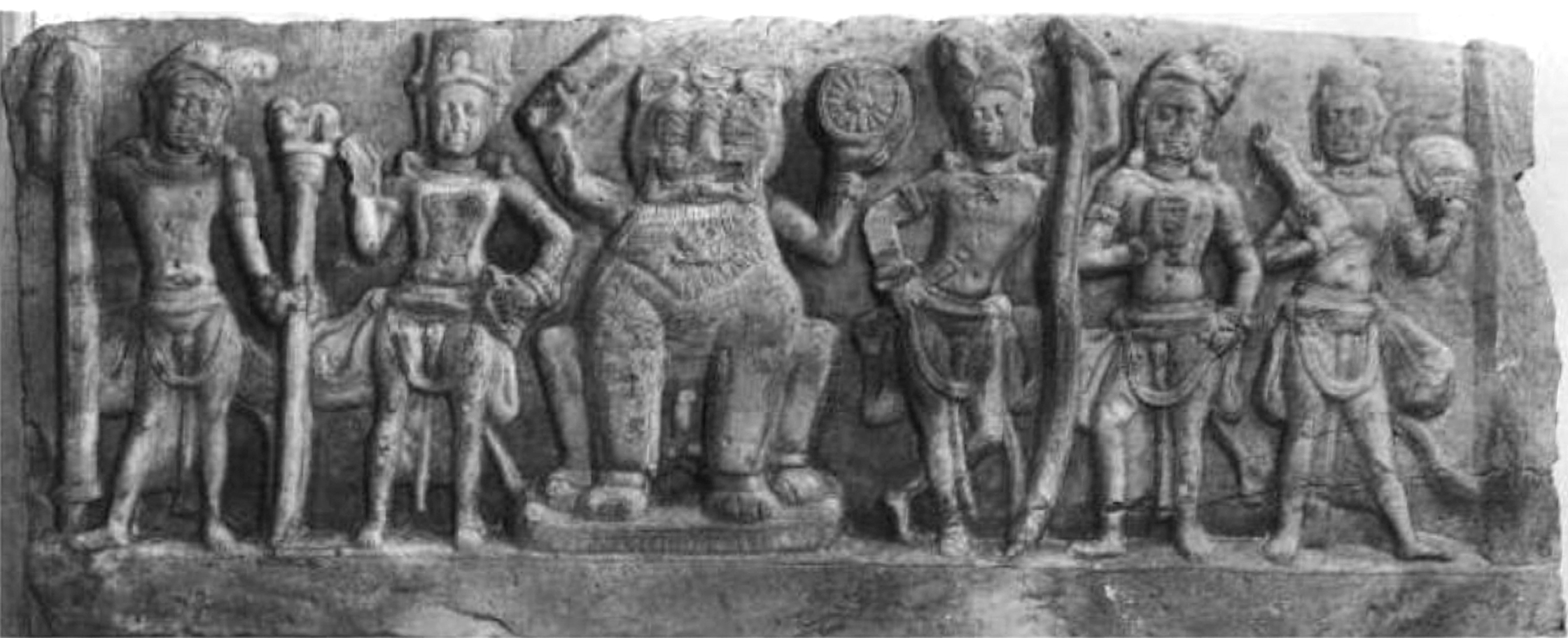
Saṃkarṣaṇa - Vāsudeva - Pradyumna - Samba - Aniruddha

En el marco de la mitología hinduista, Samba fue un hijo del rey-dios Krisná con su esposa Yambavati. Samba fue muy hermoso, querido y famoso. Debido a sus maldades, llevó a todo el clan Iadu a la destrucción.

Su nombre no aparece en el Rig-veda (el texto más antiguo de la India, de mediados del II milenio a. C.), sino recién en el Majábharata (texto épico-religioso del siglo III a. C.), el Jari-vamsa y en varios Puranas.

## Etimología
- sāmba, en el sistema AITS (alfabeto internacional para la transliteración del sánscrito).
- साम्ब, en escritura devanagari del sánscrito.
- Pronunciación: /sámba/.[1]
- Etimología:
  - proviene de śamb: ‘recolectar’ (los frutos del karma).[1]
  - también podría provenir de sa-Āmba: ‘con Āmba’ (atendido por la diosa Amba), como aparece en el «Kāśī khaṇḍa» (el capítulo de la ciudad de Kashi), del Skanda-purana.[1]

A veces puede verse escrito como Śāmba (/shamba/).

## Krisná desea un hijo igual a Shiva
Krisná quería tener un hijo y después de recibir el consejo de un sabio, entró en reclusión. Se cubrió de cenizas por todo el cuerpo y se vistió con corteza de árbol. Después de varios años de meditación, se le aparecieron el dios Shiva y su esposa Parvati. Krisná le explicó al dios Shiva que él era el único dios que podría cumplir plenamente su deseo. Solo quería un hijo exactamente igual a Shiva, de otro modo no quería tener ningún hijo. Shiva le concedió el don a Krisná. Después de algún tiempo, Yamba Vati ―la esposa de Krisná― dio a luz a un bebé, que fue llamado Samba.

## La razón detrás del nacimiento de Samba
Krisná sabía que era necesario que su clan familiar fuera destruido, y que para ello se requería de la presencia del dios Shiva, cuya función en el mundo es la de destruirlo todo.

## La maldición de los sabios
En el «Mausala-parva» (el ‘capítulo de la maza’, capítulo 16 del Majábharata) se narra el fin de los vrisnis, descendientes de Viasa y de Krisná:
Un día, algunos iádavas (miembros del clan iadu) en su soberbia trataron de burlarse de los santos. Vistieron al joven Samba como una mujer, y les dijeron a los rishis que esta joven estaba esperando un hijo y estaba ansiosa por saber si daría a luz a un varón o a una hembra. Los sabios ―que podían ver los pensamientos de los jóvenes― se llenaron de ira y maldijeron a los jóvenes: «¡Estúpidos, esa persona dará a luz una maza de hierro, que será la ruina de todo el clan!».

Un día, los héroes Vrisni [...] vieron a Vishwámitra, Kanua y Nárada llegar a la ciudad de Duaraka. Afligidos por la vara del castigo que tienen las divinidades, esos héroes causaron que Samba se disfrazara de mujer, se acercaron a los ascetas y dijeron: “Esta es la esposa de Vabhru, de inconmensurable energía, quien desea tener un hijo varón. Ustedes, rishis, ¿saben con certeza qué es lo que va a parir?”. Los ascetas a quienes se intentaba engañar, dijeron: “Este heredero de Vasudeva [Krisná], de nombre Samba, parirá una terrible maza de hierro para la destrucción de los vrisnis y los andhakas.
Majábharata

.
El libro 11 del Bhagavata-purana narra:

Los sabios fueron a la casa de Iadudeva (el dios de los Iadus) en Pindaraka. Visva-Mitra Asita, Kanua, Durvasa, Bhrigu, Anguiras, Kashiapa, Vamádeva, Atri, Vasishta, Nárada y otros.
Burlándose de ellos, se acercaron los jóvenes hijos de los Iadus, a los pies de los sabios preguntaron (no humildes pero como humildes), vestido con ropa de mujer, Samba (el hijo de Krisná con Yambavati): «Ella les pregunta, vipras, embarazada, con ojos negros pregunta avergonzada, ella misma digan ustedes que tienen la visión nunca confundida, ella está por dar a luz, quiere tener un varón, ¿qué realmente (niño o niña) nacerá?». Así ridiculizados, los munis les dijeron iracundos: “Ella dará a luz, estúpidos, un mazo que destruirá a toda la dinastía”».
Bhagavata-purana

El texto budista Ghata-yataka presenta aún otra versión (donde Samba y sus familiares asesinan a Viasa):

Los vrisnis, queriendo probar los poderes de clarividencia de Kanja Dipaiana, le jugaron una broma práctica. Ataron una almohada al vientre de un joven, lo vistieron de mujer y lo presentaron ante el asceta y le preguntaron cuándo nacería el bebé. El asceta respondió que al séptimo día la persona ante él pariría un mazo de acacia que destruiría la raza de Vasudeva [Krisná]. Los jóvenes cayeron sobre él y lo mataron, pero su profecía se volvió cierta.
Ghata yataka

## La lepra como castigo divino
De acuerdo con el «Mausala parva» (el ‘capítulo de la maza’ en el Majábharata) y el Samba-purana, un día el sabio volador Nárada, hijo de Brahma visitó Duáraka, la ciudad de Krisná. Fue recibido por los miembros de la tribu iadu, pero Samba, orgulloso de su hermosura, no le prestó atención. Nárada se llenó de ira y decidió arruinarle la vida para siempre. El sabio les ofreció licor a Samba y a las 16 100 esposas del rey Krisná. Después de beber, las esposas de Krisná ―entre ellas Yamba Vati― perdieron el control de sus sentidos. Sintieron atracción hacia su hijo Samba y tuvieron relaciones sexuales con él. Nárada mientras tanto informó de esto a Krisná, quien llegó al lugar y maldijo a Samba a desarrollar lepra debido al incesto perpetrado. También maldijo a sus esposas, que después de la muerte de Krisná fueron secuestradas por ladrones y nunca más recuperadas.